# Žerůvky
Žerůvky jsou vesnice, část obce Bystročice v okrese Olomouc. Nachází se asi 1 km na severozápad od Bystročic. V roce 2009 zde bylo evidováno 62 adres. V roce 2001 zde trvale žilo 182 obyvatel.  Obec je obsluhována integračním dopravním systémem města Olomouce. Obcí k roku 2021 projíždí 3 autobusové linky spojující Prostějov - Olomouc a Lutín - Olomouc. V obci má sídlo několik soukromých zemědělců, kteří se zabývají chovem prasat a rostlinnou výrobou (zejména pěstováním zeleniny - rané brambory, brambory na uskladnění, česnek).
Mateřská a základní škola (1. - 5. třída) je v obci Bystročice, kde se také nachází obecní úřad.
V obci se nachází autobusová zastávka a poštovní schránka.
Žerůvky je také název katastrálního území o rozloze 2,68 km2.

## Název
Jméno Žerůvky (k roku 1504 doloženo Žirůvky) je zdrobnělina staršího (písemně nedoloženého) Žirovice. Původně šlo o pojmenování obyvatel vsi, Žirovici (to je písemně doložené), jehož základem bylo mužské osobní jméno Žir, domácká podoba některého jména obsahujícího -žir (např. Kroměžir, Vrtěžir, Ranožir) a které znamenalo "Žirovi lidé".

## Historie
První zmínka o vesnici je z roku 1078 (Zirowici).

## Památky
- kaple svaté Trojice z roku 1859